# Seckach
Seckach est une commune de Bade-Wurtemberg (Allemagne), située dans l'arrondissement de Neckar-Odenwald, dans l'aire urbaine Rhin-Neckar, dans le district de Karlsruhe.